# A lelkek alkímiája
A lelkek alkímiája (hangul: 환혼, Hvanhon, handzsa: 還魂, RR: Hwanhon, ’angol címén: Alchemy of Souls’) 2022-ben bemutatott dél-koreai dorama I Dzseuk (Lee Jae-uk), Csong Szomin (Jeong Seo-min), Ko Jundzsong (Go Yun-jeong) és Hvang Minhjon (Hwang Min-hyeon) főszereplésével. A forgatókönyvet a Hong nővérek írták, a történet fiatal mágusokról szól egy fiktív koreai királyságban. A sorozatot a tvN csatorna vetítette 2022. június 18-tól hétvégenként két résszel. Külföldön a Netflixen keresztül elérhető, magyar felirattal is. A sorozat második évadát december 10-én tűzték képernyőre.

## Cselekmény
A történet egy fiktív koreai királyságban játszódik, melynek neve Teho (Daeho) és középpontjában fiatal mágusok állnak. A történet két főszereplője Nakszu (Naksu), az orgyilkosnő, aki családja lemészárlóira vadászik, és Csang Uk (Jang Uk), egy magas rangú mágus fia, akinek születésekor apja varázslattal megakadályozta, hogy valaha varázsolni tanulhasson. Nakszu (Naksu)nak csak úgy sikerül megmenekülnie, amikor üldözik, hogy a tiltott „lelkek alkímiája” varázslattal egy másik testbe költözteti a lelkét. Valami azonban félresikerül, és a kegyetlen gyilkosnő egy vak szolgálólány testében találja magát. Sorsa pedig összekapcsolódik a mágusok közül kitiltott Uk sorsával.

## Szereplők
Főszereplők
- I Dzseuk (Lee Jae-wook) mint Csang Uk (Jang Uk)[1]
  - Pak Szanghun (Park Sang-hoon) mint gyerek Csang Uk (Jang Uk)[8]
- Csong Szomin (Jeong So-min) mint Mudok (Mu-deok) / Nakszu (Nak-su) (lélekcsere után) / Csin Bujon (Jin Bu-yeon)[9]
- Ko Jundzsong (Go Yun-jeong) mint Nakszu (Nak-su) (lélekcsere előtt)[4] / Csho Jong (Cho Yeong)[10]
  - Ku Judzsong (Gu Yu-jeong) mint gyerek Nakszu (Nak-su)[11]
- Hvang Minhjon (Hwang Min-hyun) mint Szo Jul (Seo Yul)[12]
  - Mun Szonghjon (Mun Seong-hyeon) mint gyerek Szo Jul (Seo Yul)[13]

További szereplők
- O Nara mint Kim szolgáló[1]
- Csu Szanguk (Ju Sang-uk) mint Csang Gang (Jang Gang)
- Ju Dzsunszang (Yu Jun-sang) mint Pak Csin (Park Jin)
- Ju Inszu (Yu In-su) mint Pak Tanggu (Park Dang-gu)
- Cso Dzsejun (Jo Jae-yun) mint Csin Mu (Jin Mu)
- Arin mint Csin Cshojon (Jin Cho-yeon)
- Sin Szungho (Shin Seung-ho) mint koronaherceg

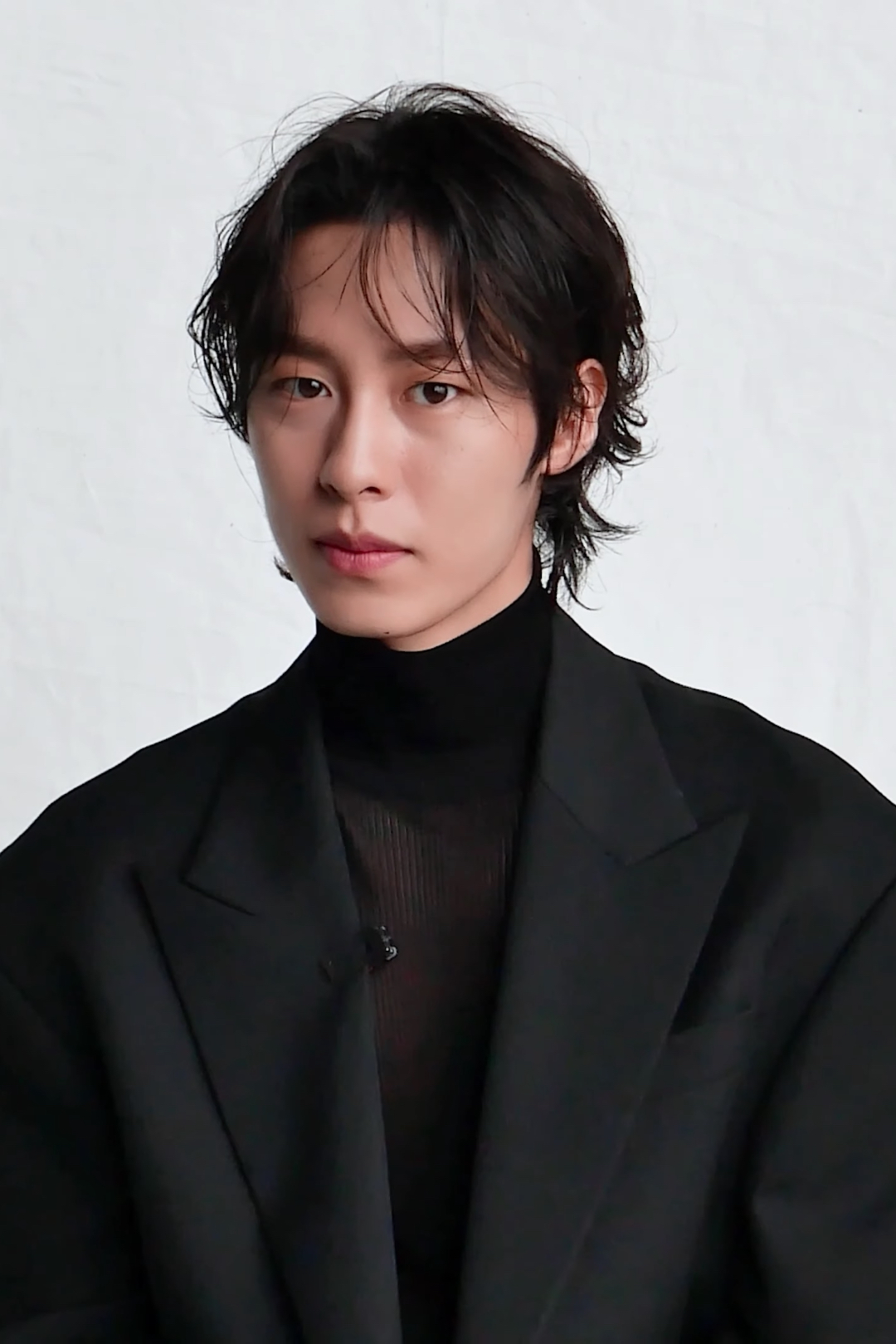
I Dzseuk (Lee Jae-wook)
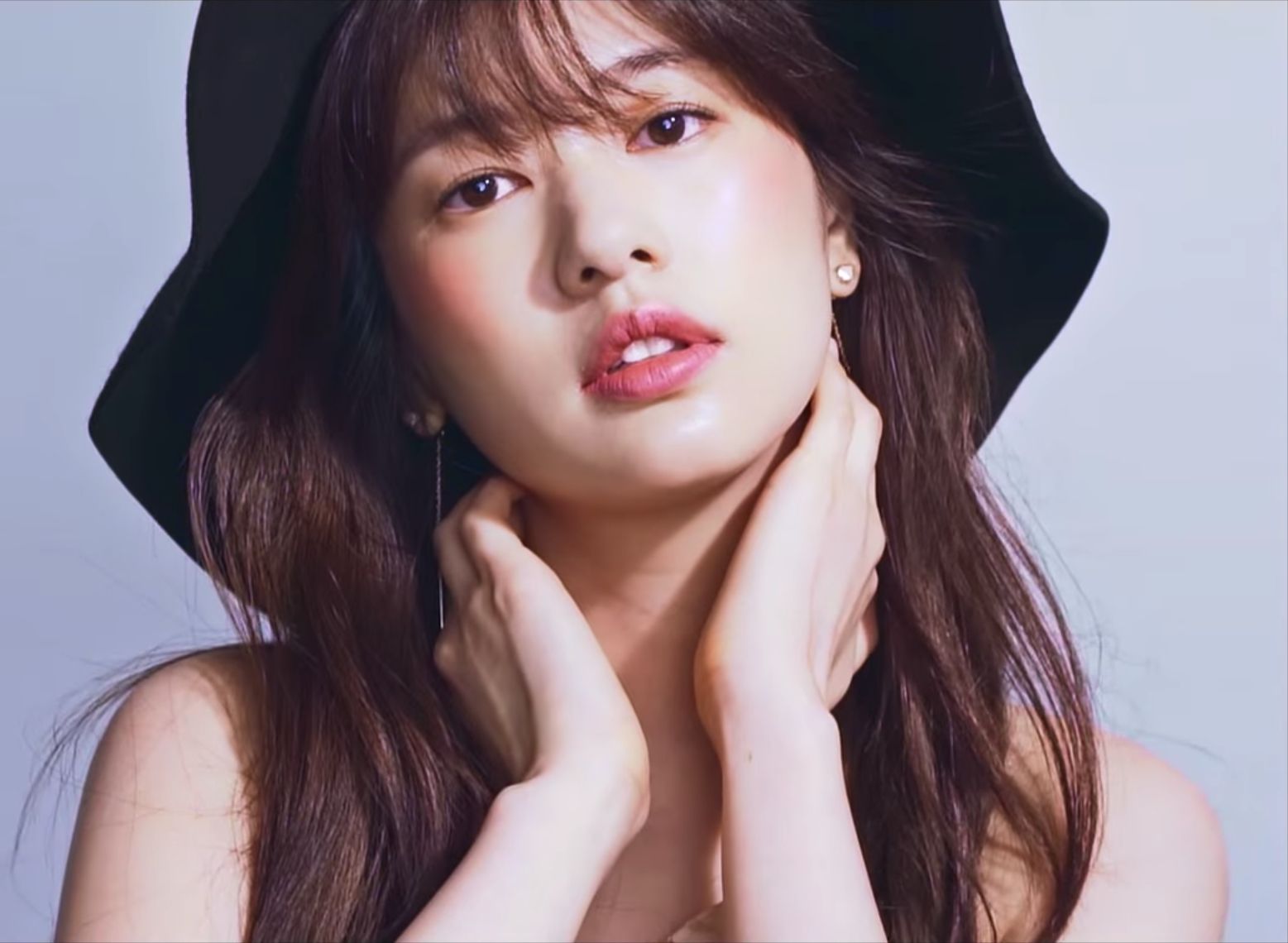
Csong Szomin (Jeong So-min)
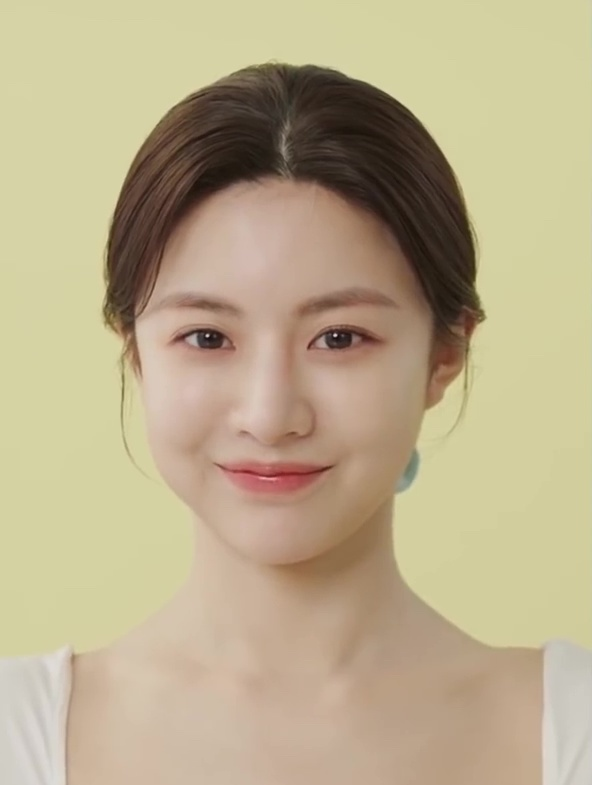
Ko Jundzsong (Go Yun-jeong)
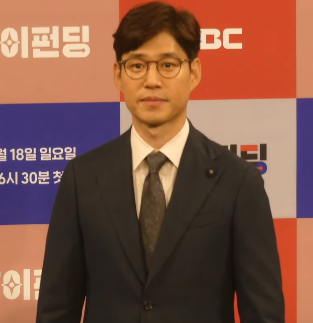
Ju Dzsunszang (Yu Jun-sang)
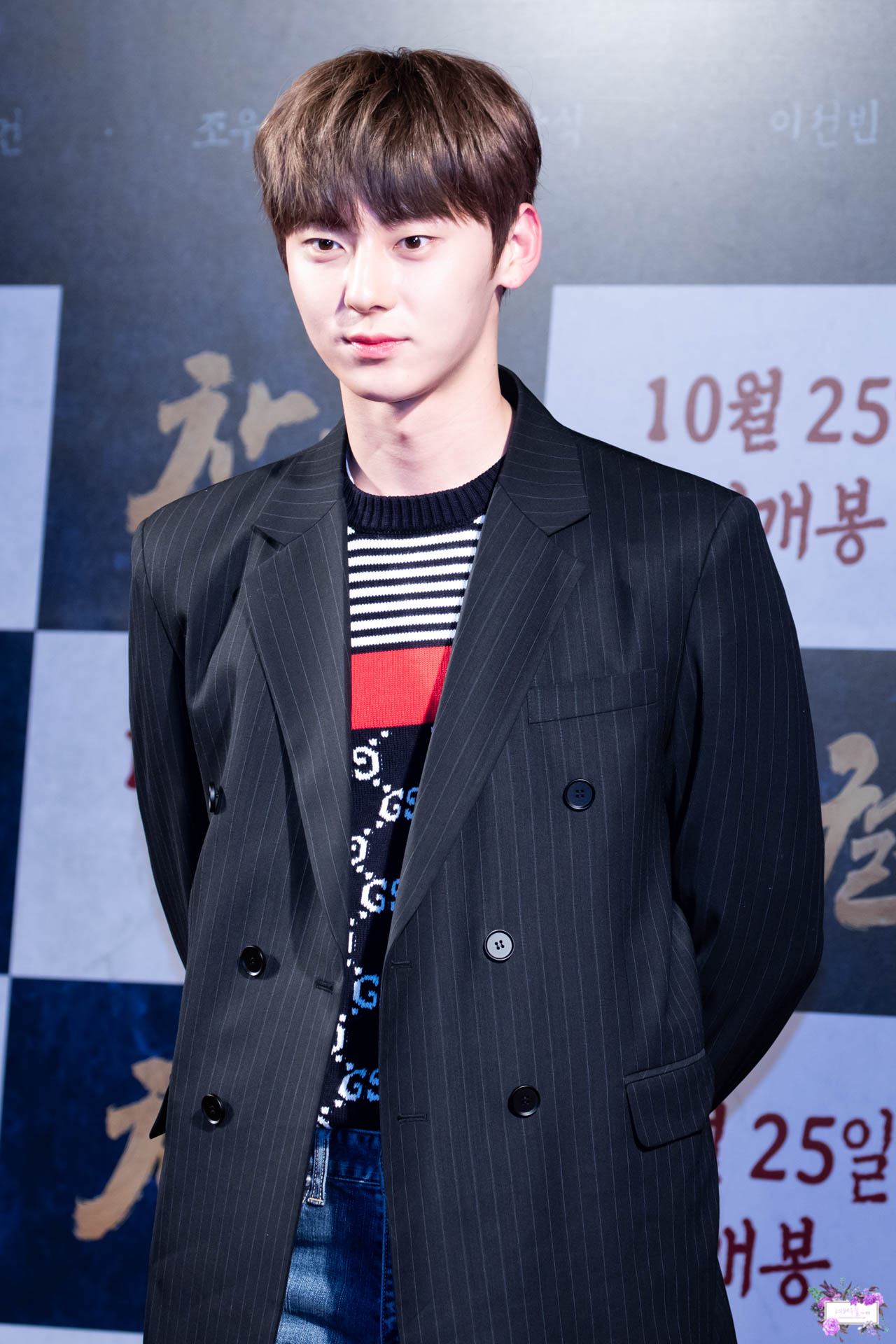
Hvang Minhjon (Hwang Min-hyun)
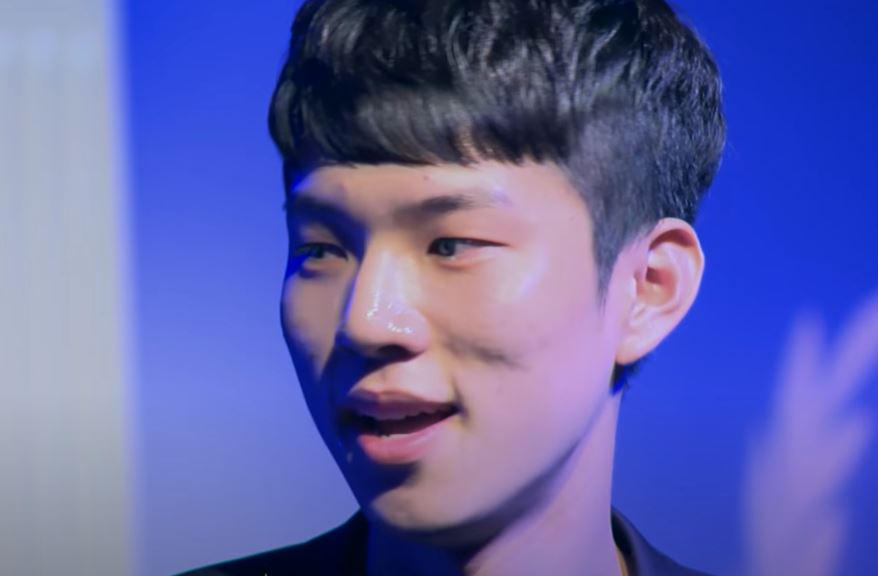
Ju Inszu (Yu In-su)

## Előkészületek és forgatás
A női főszerepre eredetileg Pak Hjeun (Park Hye-eun) kezdő színésznőt választották, aki korábban a Szellemes nővérke című sorozatban játszott mellékszerepet. A forgatás során azonban a stáb nem volt megelégedve a színésznő teljesítményével, így közös megegyezéssel szerződést bontottak. A szerepet így Csong Szomin (Jeong Somin)nak ajánlották fel, aki korábban a Because This Is My First Life című sorozatban dolgozott együtt a rendezővel.
2021 augusztusában a Studio Dragon és a High Quality szerződést kötött Mungjong (Mungyeong) városával Észak-Kjongszang (Gyeongsang) tartományban, ahol 5 milliárd von (won) értékben építettek díszletet.
2021 októberében egy hétre le kellett állítani a forgatást, mert egy stábtag koronavírus-tesztje pozitív lett, és több szoros kontakt önkéntes karanténba vonult, bár negatív lett a tesztjük.
A második évadot 2022 júliusában kezdték forgatni és a tervek szerint őszre végeztek vele.